# 優勝決定戦 (相撲)
優勝決定戦（ゆうしょうけっていせん）は、大相撲において、各地位での最高成績者が複数出た場合に、優勝者を決めるための本割以外の取組である。

## 概要
元来、大相撲（および前身の勧進相撲）では、成績優秀者を公式に表彰する制度は存在しなかったが、1909年（明治42年）6月場所に優勝制度が設けられ、最優秀力士の表彰、優勝額の授与が始まった。このときは勝敗同点者がいた場合には、決勝戦などの本割以外の取り組みは行われず、番付上位の力士が優勝していた（番付上位者優勝制度）。
しかし、第二次世界大戦後の大相撲人気回復の方策の一つとして、優勝争いへの興味を喚起するために、同点の場合は優勝決定戦を行い決着をつけることが企画され、1947年（昭和22年）6月場所から実施された。早速この場所に幕内で優勝決定戦が行われ、9勝1敗で並んだ横綱・羽黒山、大関・前田山、同・東冨士、前頭8枚目力道山の4力士が優勝を争った（優勝は羽黒山）。
十両以下各段も同様であるが、1950年（昭和25年）1月場所から1956年（昭和31年）の1月場所までの間は、幕下以下では決定戦は行われず、上位力士が優勝となっていた。

## 実施方法
実施時刻
各段全て、千秋楽に行う。
幕内は、千秋楽結びの一番の後に行う。
十両以下は、原則として、千秋楽の十両の取り組みの終了後、幕内力士土俵入りの前（中入）に行う。ただし、十両優勝に関係する力士が幕内力士と対戦が組まれていることもあり、その場合は幕内取り組みの開始後、該当する力士の結果が出た後に、幕内力士の取組を中断して行われる。決定戦の順番は、下位から順に、つまり序ノ口、序二段、三段目、幕下、十両の順番である。
組み合わせ
同点が3人以上の場合は、決定戦直前に力士本人がくじを引き、組み合わせを決める。過去の記録では最大で12人による決定戦が序二段で行われた例があるので、12人までの実施方法を記す。下記は『大相撲』平成9年7月号に掲載されていたものであるが、これとは異なる形式で実施された場合もある（後述）。
| 人数 | 実施方法 |
| ---- | --- |
| 2人  | 直接対戦する。組み合わせが1種類なので抽選は無く、番付の東西にかかわらず上位者が東から上がる。                                                                                                  |
| 3人  | 巴戦を行う。「東」「西」「○」のくじを引いて、まず「東」と「西」が対戦し、「○」は控えとなる。二人に連勝する者が出るまで、勝者が控えと対戦することを繰り返す。                                   |
| 4人  | トーナメント戦を行う。「東1」「東2」「西1」「西2」のくじを引いて、東1対西1、東2対西2で2組の1回戦を行い、勝ち残った2人で決勝戦を行う。                                                          |
| 5人  | 「東1」「東2」「西1」「西2」「○」のくじを引いて、東1対西1、東2対西2で2組の1回戦を行い、「○」はシードとして、3人に絞る。その後は3人の場合と同じ(巴戦)。                                         |
| 6人  | 「東1」「東2」「東3」「西1」「西2」「西3」のくじを引いて、東1対西1、東2対西2、東3対西3で3組の1回戦を行い、3人に絞る。その後は3人の場合と同じ(巴戦)。                                           |
| 7人  | トーナメント戦を行う。「東1」「東2」「東3」「西1」「西2」「西3」「○」のくじを引いて、東1対西1、東2対西2、東3対西3で3組の1回戦を行い、「○」はシードとして、4人に絞る。その後は4人の場合と同じ。 |
| 8人  | トーナメント戦を行う。「東1」～「東4」、「西1」～「西4」のくじを引いて、東西同じ数字の2人により4組の1回戦を行い、4人に絞る。その後は4人の場合と同じ。                                          |
| 9人  | 「東1」～「東4」、「西1」～「西4」、「○」のくじを引いて、東西同じ数字の2人により4組の1回戦を行い、「○」はシードとして、5人に絞る。その後は5人の場合と同じ(最終的には巴戦)。                    |
| 10人 | 「東1」～「東5」、「西1」～「西5」のくじを引いて、東西同じ数字の2人により5組の1回戦を行い、5人に絞る。その後は5人の場合と同じ(最終的には巴戦)。                                                |
| 11人 | 「東1」～「東5」、「西1」～「西5」、「○」のくじを引いて、東西同じ数字の2人により5組の1回戦を行い、「○」はシードとして、6人に絞る。その後は6人の場合と同じ(最終的には巴戦)。                    |
| 12人 | 「東1」～「東6」、「西1」～「西6」のくじを引いて、東西同じ数字の2人により6組の1回戦を行い、6人に絞る。その後は6人の場合と同じ(最終的には巴戦)。                                                |
- 理論的には、13人以上の場合も考えられるが、一般的にn人(4人以上)の場合を考えると、nが偶数の場合は、くじ引きによって「東1」～「東n/2」、「西1」～「西n/2」のくじを引いて、東西同じ数字の2人によりn/2組の対戦を行ってn/2人に絞り、nが奇数の場合は、くじ引きによって「東1」～「東(n-1)/2」、「西1」～「西(n-1)/2」及び「○」のくじを引いて、東西同じ数字の2人により(n-1)/2組の対戦を行い、「○」はシードとして(n+1)/2人に絞ることになる。そしてこれを繰り返して最終的に2人になれば通常のトーナメント戦からの決勝戦となり、3人になれば巴戦となるのである。13～16人はトーナメント戦、17～24人は最終的に巴戦、25～32人はトーナメント戦となる。
- 9人による決定戦はこれまで10度行われているが、形式は時期により違っており、初の9人決定戦である1958年（昭和33年）1月場所の三段目をはじめとして、多くの場所では上表に示した最終的に巴戦となる形式で行われている（最後にこの形式で行われたのは平成25年（2013年）3月場所の序二段）。一方、1996年（平成8年）7月場所の幕下と2021年（令和3年）1月場所の幕下においては上表とは異なり、トーナメント（まず9人のうち2人が対戦し、1人が敗退した後は8人の場合と同じ）で行われている。
  - 異なる方法で行われる理由は明確になっていないが、前者の方法では同じ力士がシードを2回引く可能性があるのに対して、後者の方法では最大でも1回（最初に対戦する2人以外の7人が1回シード）となるので、公平さの観点では後者の方法に軍配が上がるものとみられる。

行司・呼出
出場力士と同じ地位格の行司・呼出が務める。控えにも行司が入り、取組が多い場合は、一定番数（幕内は2番）ごとに交代する。
幕内優勝決定戦では、出場力士の最上位者が横綱・大関である場合は立行司、関脇・小結である場合は三役格行司、全員前頭である場合は幕内格行司が務める（呼出も同様）。呼び上げは本割とは異なり、三役以上の力士であっても一声である。
立行司が担当する場合は、現在の規則では、木村庄之助と式守伊之助が共に出場している場合、原則として庄之助が土俵に上がって伊之助が控に入り、取組が多く交代する場合は伊之助も土俵に上がることになる。過去には庄之助が裁きを譲りたいとして、また「庄之助は1番限り」として、現在の原則とは逆に伊之助が先に土俵に上がっていたこともあった。立行司が休場や番付上不在などの理由により1人または0人の場合は、三役格行司が欠員分を代行する。
以下、横綱・大関のいずれも登場しなかった幕内優勝決定戦における実例を示す。
- 出場力士の最高位が関脇・小結の場合
  - 1972年3月場所　関脇長谷川－前頭魁傑　行司：3代木村正直（当時三役格行司筆頭、後の24代式守伊之助）
  - 2019年9月場所　関脇御嶽海－関脇貴景勝　行司：6代木村玉治郎（当時三役格行司筆頭）　呼出：次郎（当時三役呼出筆頭）
  - 2022年3月場所　関脇若隆景－前頭髙安　行司：3代木村容堂（当時三役格行司、現・39代木村庄之助）　呼出：次郎（当時三役呼出筆頭）
  - 2023年3月場所　関脇霧馬山－小結大栄翔　行司：木村晃之助（三役格行司）　　呼出：吾郎（三役呼出）
  - 2023年7月場所　関脇豊昇龍－前頭北勝富士　行司：6代木村玉治郎（当時三役格行司筆頭）　呼出：次郎（当時三役呼出筆頭）
- 出場力士が全員前頭の場合
  - 2012年5月場所　前頭栃煌山－前頭旭天鵬　行司：11代式守勘太夫（当時幕内格行司筆頭、後の38代木村庄之助）　呼出：重夫（当時幕内呼出筆頭）

本割では、幕下以下は行司と呼出は場内アナウンスはされないが、決定戦に限り、両者ともにアナウンスされる。
勝負審判
直前の取組を担当していた審判がそのまま担当する。すなわち次の通りである。
- 十両以下の優勝決定戦
  - 十両優勝に関係する力士が幕内力士と対戦が組まれていない場合：十両の担当分
  - 十両優勝に関係する力士が幕内力士と対戦が組まれている場合：（前述のように幕内の取組を中断するので）幕内前半の担当分
- 幕内の優勝決定戦の場合：幕内後半の担当分

その他
同点の力士は全員出場するので、本割での対戦が組まれない同部屋あるいは親族間（4親等以内）同士の対戦も組まれる。有名なところでは以下の2例がある。
- 1989年（平成元年）7月場所 - 千代の富士 対 北勝海（ともに横綱、同部屋）
- 1995年（平成7年）11月場所 - 若乃花 対 貴乃花（同部屋、兄弟）
  - このほか、若乃花と貴乃花は1993年（平成5年）7月場所でも曙を加えた巴戦に出場しているが、曙が2連勝で優勝を決めたため、この時は実際の兄弟対決は実現していない。

## 主な記録

### 幕内
幕内優勝決定戦全一覧
| 回数 | 場所           | 勝者地位           | 力士名     | 優勝成績 | 敗者地位       | 力士名   | 備考 |
| ---- | -------------- | ------------------ | ---------- | -------- | -------------- | -------- | --- |
| 1    | 1947年6月場所  | 東横綱             | 羽黒山     | 9勝1敗   | 西大関[注釈 1] | 前田山   | 史上最初の優勝決定戦。 同時に、4人による初めての優勝決定戦。 羽黒山は1回戦で力道山、決勝戦で前田山に勝って優勝。      |
| 1    | 1947年6月場所  | 東横綱             | 羽黒山     | 9勝1敗   | 西張出大関     | 東富士   | 史上最初の優勝決定戦。 同時に、4人による初めての優勝決定戦。 羽黒山は1回戦で力道山、決勝戦で前田山に勝って優勝。      |
| 1    | 1947年6月場所  | 東横綱             | 羽黒山     | 9勝1敗   | 東前頭8        | 力道山   | 史上最初の優勝決定戦。 同時に、4人による初めての優勝決定戦。 羽黒山は1回戦で力道山、決勝戦で前田山に勝って優勝。      |
| 2    | 1948年10月場所 | 西関脇[注釈 2]     | 増位山     | 10勝1敗  | 西大関[注釈 1] | 東富士   | 2人による優勝決定戦はこれが最初。                                                                                     |
| 3    | 1949年5月場所  | 西大関             | 増位山     | 13勝2敗  | 東前頭17       | 羽嶋山   | 初の同部屋力士及び15日制度による決定戦。                                                                              |
| 4    | 1950年9月場所  | 東張出横綱         | 照國       | 13勝2敗  | 東張出関脇     | 吉葉山   | |
| 5    | 1955年1月場所  | 東横綱             | 千代の山   | 12勝3敗  | 西前頭9        | 時津山   | |
| 6    | 1955年3月場所  | 東横綱             | 千代の山   | 13勝2敗  | 関脇[注釈 2]   | 大内山   | |
| 7    | 1956年1月場所  | 東横綱             | 鏡里       | 14勝1敗  | 東前頭10       | 鶴ヶ嶺   | |
| 8    | 1956年3月場所  | 東関脇             | 朝汐       | 12勝3敗  | 東大関         | 若ノ花   | |
| 8    | 1956年3月場所  | 東関脇             | 朝汐       | 12勝3敗  | 東前頭15       | 若羽黒   | |
| 9    | 1956年5月場所  | 東大関             | 若ノ花     | 12勝3敗  | 西前頭9        | 大晃     | |
| 10   | 1958年3月場所  | 東大関             | 朝汐       | 13勝2敗  | 東関脇[注釈 2] | 琴ヶ濱   | |
| 11   | 1959年5月場所  | 東張出横綱         | 若乃花     | 14勝1敗  | 東横綱         | 栃錦     | 初の横綱同士の決定戦。                                                                                                |
| 12   | 1961年9月場所  | 東大関[注釈 1]     | 大鵬       | 12勝3敗  | 西大関[注釈 1] | 柏戸     | |
| 12   | 1961年9月場所  | 東大関[注釈 1]     | 大鵬       | 12勝3敗  | 西前頭4        | 明武谷   | |
| 13   | 1962年3月場所  | 東張出関脇[注釈 2] | 佐田の山   | 13勝2敗  | 東横綱         | 大鵬     | |
| 14   | 1962年9月場所  | 東横綱             | 大鵬       | 13勝2敗  | 東張出大関1    | 佐田の山 | |
| 15   | 1963年7月場所  | 東張出大関2        | 北葉山     | 13勝2敗  | 西大関         | 佐田乃山 | 2人決定戦における初の大関同士の決定戦。                                                                               |
| 16   | 1965年9月場所  | 東張出横綱         | 柏戸       | 12勝3敗  | 西横綱         | 佐田の山 | |
| 16   | 1965年9月場所  | 東張出横綱         | 柏戸       | 12勝3敗  | 東前頭5        | 明武谷   | |
| 17   | 1966年9月場所  | 東横綱             | 大鵬       | 13勝2敗  | 西横綱         | 柏戸     | 物言いがついたが軍配通り大鵬の勝ち。                                                                                  |
| 18   | 1969年7月場所  | 東大関             | 清国       | 12勝3敗  | 東前頭5        | 藤ノ川   | |
| 19   | 1970年1月場所  | 東大関[注釈 1]     | 北の富士   | 13勝2敗  | 西大関[注釈 1] | 玉乃島   | |
| 20   | 1970年7月場所  | 東横綱             | 北の富士   | 13勝2敗  | 東関脇[注釈 2] | 前乃山   | |
| 21   | 1970年11月場所 | 東横綱             | 玉の海     | 14勝1敗  | 西横綱         | 大鵬     | |
| 22   | 1971年1月場所  | 西横綱             | 大鵬       | 14勝1敗  | 東横綱         | 玉の海   | 2場所連続同カードによる決定戦。                                                                                       |
| 23   | 1972年3月場所  | 東関脇             | 長谷川     | 12勝3敗  | 西前頭7        | 魁傑     | 横綱、大関のいずれも出場しなかった初の決定戦。                                                                        |
| 24   | 1973年7月場所  | 西横綱             | 琴櫻       | 14勝1敗  | 東張出横綱     | 北の富士 | |
| 25   | 1974年7月場所  | 東横綱             | 輪島       | 13勝2敗  | 東大関[注釈 1] | 北の湖   | |
| 26   | 1974年11月場所 | 西張出小結         | 魁傑       | 12勝3敗  | 西横綱         | 北の湖   | |
| 27   | 1975年3月場所  | 東大関             | 貴ノ花     | 13勝2敗  | 東横綱         | 北の湖   | |
| 28   | 1975年9月場所  | 西大関             | 貴ノ花     | 12勝3敗  | 東横綱         | 北の湖   | |
| 29   | 1976年3月場所  | 西横綱             | 輪島       | 13勝2敗  | 東関脇[注釈 2] | 旭國     | |
| 30   | 1976年5月場所  | 西横綱             | 北の湖     | 13勝2敗  | 東横綱         | 輪島     | |
| 31   | 1978年3月場所  | 東横綱             | 北の湖     | 13勝2敗  | 東大関         | 若三杉   | |
| 32   | 1978年5月場所  | 東横綱             | 北の湖     | 14勝1敗  | 東大関[注釈 1] | 若三杉   | |
| 33   | 1979年7月場所  | 東張出横綱         | 輪島       | 14勝1敗  | 東大関[注釈 1] | 三重ノ海 | |
| 34   | 1981年1月場所  | 東関脇[注釈 2]     | 千代の富士 | 14勝1敗  | 東張出横綱     | 北の湖   | |
| 35   | 1981年11月場所 | 東張出横綱         | 千代の富士 | 12勝3敗  | 西張出小結     | 朝汐     | |
| 36   | 1982年5月場所  | 東横綱             | 千代の富士 | 13勝2敗  | 西小結         | 朝汐     | |
| 37   | 1983年1月場所  | 西大関             | 琴風       | 14勝1敗  | 西関脇         | 朝潮     | |
| 38   | 1986年7月場所  | 東横綱             | 千代の富士 | 14勝1敗  | 東大関[注釈 1] | 北尾     | |
| 39   | 1987年1月場所  | 東横綱             | 千代の富士 | 12勝3敗  | 西横綱         | 双羽黒   | |
| 40   | 1988年3月場所  | 東張出横綱         | 大乃国     | 13勝2敗  | 西横綱         | 北勝海   | 昭和時代最後の決定戦。                                                                                                |
| 41   | 1989年1月場所  | 東張出横綱         | 北勝海     | 14勝1敗  | 東大関         | 旭富士   | 平成最初の決定戦。 |
| 42   | 1989年5月場所  | 東張出横綱         | 北勝海     | 13勝2敗  | 東大関         | 旭富士   | |
| 43   | 1989年7月場所  | 東張出横綱         | 千代の富士 | 12勝3敗  | 東横綱         | 北勝海   | 同部屋かつ横綱同士。                                                                                                  |
| 44   | 1990年3月場所  | 西横綱             | 北勝海     | 13勝2敗  | 東大関         | 小錦     | 北勝海は巴戦初戦で小錦に敗れた後、霧島と小錦（2回目）を連破して優勝。小錦は外国出身力士として初めて優勝決定戦に進出。 |
| 44   | 1990年3月場所  | 西横綱             | 北勝海     | 13勝2敗  | 東関脇[注釈 2] | 霧島     | 北勝海は巴戦初戦で小錦に敗れた後、霧島と小錦（2回目）を連破して優勝。小錦は外国出身力士として初めて優勝決定戦に進出。 |
| 45   | 1991年5月場所  | 東張出横綱         | 旭富士     | 14勝1敗  | 東大関         | 小錦     | |
| 46   | 1993年7月場所  | 東横綱             | 曙         | 13勝2敗  | 東大関         | 貴ノ花   | 史上初の幕内での兄弟の優勝決定戦出場であったが、兄弟同士の対戦がなく曙が貴ノ花、若ノ花に2連勝して優勝。               |
| 46   | 1993年7月場所  | 東横綱             | 曙         | 13勝2敗  | 東関脇[注釈 2] | 若ノ花   | 史上初の幕内での兄弟の優勝決定戦出場であったが、兄弟同士の対戦がなく曙が貴ノ花、若ノ花に2連勝して優勝。               |
| 47   | 1993年11月場所 | 東横綱             | 曙         | 13勝2敗  | 西張出関脇     | 武蔵丸   | |
| 48   | 1994年3月場所  | 東横綱             | 曙         | 12勝3敗  | 東張出大関     | 貴ノ浪   | |
| 48   | 1994年3月場所  | 東横綱             | 曙         | 12勝3敗  | 東前頭12       | 貴闘力   | |
| 49   | 1995年1月場所  | 東横綱             | 貴乃花     | 13勝2敗  | 西大関         | 武蔵丸   | |
| 50   | 1995年11月場所 | 西大関             | 若乃花     | 12勝3敗  | 東横綱         | 貴乃花   | 同部屋かつ史上初の幕内での兄弟同士による決定戦。                                                                      |
| 51   | 1996年1月場所  | 東大関2            | 貴ノ浪     | 14勝1敗  | 東横綱         | 貴乃花   | 同部屋。 |
| 52   | 1996年11月場所 | 西大関             | 武蔵丸     | 11勝4敗  | 西横綱         | 曙       | 武蔵丸は1回戦で若乃花を、巴戦で曙、次に魁皇に勝った貴ノ浪を破り優勝。                                                 |
| 52   | 1996年11月場所 | 西大関             | 武蔵丸     | 11勝4敗  | 東大関2        | 貴ノ浪   | 武蔵丸は1回戦で若乃花を、巴戦で曙、次に魁皇に勝った貴ノ浪を破り優勝。                                                 |
| 52   | 1996年11月場所 | 西大関             | 武蔵丸     | 11勝4敗  | 東大関         | 若乃花   | 武蔵丸は1回戦で若乃花を、巴戦で曙、次に魁皇に勝った貴ノ浪を破り優勝。                                                 |
| 52   | 1996年11月場所 | 西大関             | 武蔵丸     | 11勝4敗  | 西関脇         | 魁皇     | 武蔵丸は1回戦で若乃花を、巴戦で曙、次に魁皇に勝った貴ノ浪を破り優勝。                                                 |
| 53   | 1997年3月場所  | 東横綱             | 貴乃花     | 12勝3敗  | 西横綱         | 曙       | 貴乃花は1回戦で魁皇、決勝戦で曙に勝って優勝。                                                                         |
| 53   | 1997年3月場所  | 東横綱             | 貴乃花     | 12勝3敗  | 西大関         | 武蔵丸   | 貴乃花は1回戦で魁皇、決勝戦で曙に勝って優勝。                                                                         |
| 53   | 1997年3月場所  | 東横綱             | 貴乃花     | 12勝3敗  | 東前頭1        | 魁皇     | 貴乃花は1回戦で魁皇、決勝戦で曙に勝って優勝。                                                                         |
| 54   | 1997年5月場所  | 西横綱             | 曙         | 13勝2敗  | 東横綱         | 貴乃花   | |
| 55   | 1997年9月場所  | 東横綱             | 貴乃花     | 13勝2敗  | 東大関         | 武蔵丸   | |
| 56   | 1997年11月場所 | 西大関             | 貴ノ浪     | 14勝1敗  | 東横綱         | 貴乃花   | 同部屋。 |
| 57   | 1999年1月場所  | 東関脇[注釈 2]     | 千代大海   | 13勝2敗  | 西横綱         | 若乃花   | 初めて取り直しになった決定戦。                                                                                        |
| 58   | 1999年7月場所  | 西関脇[注釈 2]     | 出島       | 13勝2敗  | 東横綱         | 曙       | 20世紀最後の決定戦。                                                                                                  |
| 59   | 2001年1月場所  | 東横綱2            | 貴乃花     | 14勝1敗  | 西横綱         | 武蔵丸   | 21世紀最初の決定戦。                                                                                                  |
| 60   | 2001年5月場所  | 東横綱             | 貴乃花     | 13勝2敗  | 西横綱         | 武蔵丸   | 貴乃花最後の優勝。 |
| 61   | 2002年1月場所  | 西大関2            | 栃東       | 13勝2敗  | 東大関2        | 千代大海 | |
| 62   | 2004年5月場所  | 東横綱             | 朝青龍     | 13勝2敗  | 西前頭1        | 北勝力   | 朝青龍はモンゴル出身力士として初めて優勝決定戦に進出。                                                                |
| 63   | 2005年9月場所  | 東横綱             | 朝青龍     | 13勝2敗  | 東関脇         | 琴欧州   | 琴欧州はヨーロッパ出身力士として初めて優勝決定戦に進出。                                                              |
| 64   | 2006年3月場所  | 東横綱             | 朝青龍     | 13勝2敗  | 東関脇[注釈 2] | 白鵬     | |
| 65   | 2006年5月場所  | 西大関3            | 白鵬       | 14勝1敗  | 西関脇         | 雅山     | |
| 66   | 2007年3月場所  | 西大関             | 白鵬       | 13勝2敗  | 東横綱         | 朝青龍   | |
| 67   | 2008年11月場所 | 東横綱             | 白鵬       | 13勝2敗  | 東関脇[注釈 2] | 安馬     | |
| 68   | 2009年1月場所  | 西横綱             | 朝青龍     | 14勝1敗  | 東横綱         | 白鵬     | |
| 69   | 2009年5月場所  | 西大関             | 日馬富士   | 14勝1敗  | 東横綱         | 白鵬     | |
| 70   | 2009年9月場所  | 西横綱             | 朝青龍     | 14勝1敗  | 東横綱         | 白鵬     | |
| 71   | 2010年11月場所 | 東横綱             | 白鵬       | 14勝1敗  | 西前頭9        | 豊ノ島   | 同場所本割での2人の対戦はなし。                                                                                       |
| 72   | 2012年3月場所  | 東横綱             | 白鵬       | 13勝2敗  | 東関脇[注釈 2] | 鶴竜     | |
| 73   | 2012年5月場所  | 西前頭7            | 旭天鵬     | 12勝3敗  | 東前頭4        | 栃煌山   | 初の平幕同士の決定戦。平幕力士の決定戦優勝も初。                                                                      |
| 74   | 2014年1月場所  | 西横綱             | 白鵬       | 14勝1敗  | 西大関         | 鶴竜     | |
| 75   | 2015年9月場所  | 西横綱             | 鶴竜       | 12勝3敗  | 東大関         | 照ノ富士 | 照ノ富士は平成生まれとして初めて優勝決定戦に進出。                                                                    |
| 76   | 2017年3月場所  | 西横綱2            | 稀勢の里   | 13勝2敗  | 西大関         | 照ノ富士 | |
| 77   | 2017年9月場所  | 西横綱             | 日馬富士   | 11勝4敗  | 西大関         | 豪栄道   | 平成最後の決定戦。 |
| 78   | 2019年9月場所  | 東関脇             | 御嶽海     | 12勝3敗  | 西関脇[注釈 3] | 貴景勝   | 令和最初かつ史上初の関脇同士の決定戦。                                                                                |
| 79   | 2020年11月場所 | 東大関             | 貴景勝     | 13勝2敗  | 東小結         | 照ノ富士 | 初の大関と小結の決定戦。                                                                                              |
| 80   | 2021年5月場所  | 西大関2            | 照ノ富士   | 12勝3敗  | 西大関         | 貴景勝   | |
| 81   | 2022年3月場所  | 東関脇             | 若隆景     | 12勝3敗  | 東前頭7        | 髙安     | |
| 82   | 2022年11月場所 | 西前頭9            | 阿炎       | 12勝3敗  | 東前頭1        | 髙安     | 平幕力士が三役以上の力士を下して決定戦を制するのは初。阿炎と貴景勝は同場所本割での対戦はなし。                        |
| 82   | 2022年11月場所 | 西前頭9            | 阿炎       | 12勝3敗  | 東大関         | 貴景勝   | 平幕力士が三役以上の力士を下して決定戦を制するのは初。阿炎と貴景勝は同場所本割での対戦はなし。                        |
| 83   | 2023年3月場所  | 東関脇2            | 霧馬山     | 12勝3敗  | 東小結2        | 大栄翔   | 初の関脇と小結の決定戦。物言いがついたが軍配通り霧馬山の勝ち。                                                        |
| 84   | 2023年7月場所  | 東関脇[注釈 2]     | 豊昇龍     | 12勝3敗  | 西前頭9        | 北勝富士 | |
| 85   | 2023年9月場所  | 西大関             | 貴景勝     | 11勝4敗  | 東前頭15       | 熱海富士 | 熱海富士は21世紀生まれとして初めて優勝決定戦に進出。                                                                  |
| 86   | 2024年1月場所  | 東横綱             | 照ノ富士   | 13勝2敗  | 東関脇[注釈 2] | 琴ノ若   | |
| 87   | 2024年7月場所  | 東横綱             | 照ノ富士   | 12勝3敗  | 東前頭6        | 隆の勝   | ドルフィンズアリーナ（愛知県体育館）で行われた最後の一番。                                                            |
| 88   | 2025年1月場所  | 西大関[注釈 1]     | 豊昇龍     | 12勝3敗  | 西前頭14       | 金峰山   | 金峰山はカザフスタン（中央アジア）出身力士として初めて優勝決定戦に進出。                                              |
| 88   | 2025年1月場所  | 西大関[注釈 1]     | 豊昇龍     | 12勝3敗  | 西前頭3        | 王鵬     | 金峰山はカザフスタン（中央アジア）出身力士として初めて優勝決定戦に進出。                                              |
| 89   | 2025年3月場所  | 東大関             | 大の里     | 12勝3敗  | 東前頭4        | 髙安     | |
- 太字は、千秋楽直接対決の本割で1差で追う力士がトップの力士を下し決定戦で逆転優勝したパターンを示す。
- 優勝決定戦制度導入以後、未だに実現していない組み合わせは「小結同士」「小結と平幕」の2通り。

記録
- 通算回数 - 89回
  - 2人 - 78回
  - 3人 - 8回
  - 4人 - 2回
  - 5人 - 1回
- 出場回数 - 貴乃花、白鵬（10回）
  - 取組数 - 貴乃花（11番）
- 顔合わせ - 貴乃花 対 武蔵丸（5回、その内直接対戦は4回）
- 決定戦優勝回数 - 千代の富士、白鵬（6回）
  - 決定戦敗北回数 - 武蔵丸（6回）
- 同部屋決定戦出場 - 8回（その内直接対戦は6回）
- 近親者決定戦出場 - 2回（その内直接対戦は1回）

### 十両以下
- 最低成績 - 
  - 十両：9勝6敗（2001年7月場所）
  - 幕下以下：5勝2敗（1973年9月場所・序ノ口）
- 最多人数 - 
  - 十両：8人（2001年7月場所）
  - 幕下以下：12人（1973年11月場所・序二段）
- 兄弟対決 - 藤原 対 栃不動（1993年9月場所・序ノ口、藤原の勝ち）
有名な幕内の「若貴対決」よりも先であり、史上初の兄弟対決となった。
- 全段決定戦出場 - 常幸龍（2012年9月場所、十両決定戦出場で達成）

## 備考
- 優勝決定戦の制度が導入される以前に、一度だけ、公式に決定戦が行われたケースがある。1933年（昭和8年）1月場所において、春秋園事件からの復帰力士を別席として追加して開催されたが、十両ではともに別席の綾曻竹藏と番神山政三郎が最高成績で並び、両者の地位序列が不明なため、番外として2人の間で決定戦が行われたことがある（優勝は綾曻）。
- 同部屋あるいは4親等以内の親族同士の力士が本割で対戦することはないことから、同部屋力士が2人以上15戦全勝し、同部屋同士の15戦全勝での優勝決定戦になることも可能性としてはあるが、現在まで15戦全勝同士の優勝決定戦が行われた例は一度もない（そのため、現在まで15戦全勝で優勝を逃した力士というのも存在しない）[注釈 4][注釈 5]。
- 本割では無いため、優勝決定戦に敗れても本割での連勝記録については中断しない事となっている。例として白鵬は2009年1月場所10日目から33連勝を記録したが、同場所千秋楽朝青龍との決定戦には敗れた。2022年5月場所現在まで例はないが平幕力士が横綱に勝って優勝しても金星にはならない。
- 番付編成においても、優勝決定戦での勝敗そのものは反映されない。そのため、例えば横綱（あるいは大関）同士の決定戦になり、番付下位の力士が優勝しても、翌場所の番付では序列の逆転は起こらなかった。その後、1997年9月に日本相撲協会の理事会において、規約が「同地位で優勝決定戦を行った場合、優勝者を上位とする」と改正された。これが適用された初例は2001年（平成13年）1月場所の西正横綱・武蔵丸 - 東2（枚目）横綱・貴乃花戦で、翌3月場所は優勝した貴乃花が東正横綱、決定戦に敗れた武蔵丸が西正横綱となった。3人以上の決定戦で、横綱あるいは大関同士で同点力士が複数いた場合は、引き続き、地位の逆転は起こらない。
- 幕内決定戦の出場人数は、2人、3人、4人、5人の4パターンが過去に例があるが、曙はその全てのパターンに出場している。
- 決定戦で取り直しになったのは1999年（平成11年）1月場所の千代大海 - 3代若乃花戦のみ（同体で取り直しとなり、千代大海が勝って初優勝）。1966年（昭和41年）9月場所の柏戸 - 大鵬戦と2023年（令和5年）3月場所の霧馬山（のち霧島） - 大栄翔戦は、物言いはついたが軍配をあげた力士の勝ちとなった。決定戦で行司差し違えになった例はまだない。
- 出場予定の力士が急な怪我などで出場できなくなり、対戦相手が不戦勝となった例は、過去1例のみ存在する。1984年（昭和59年）1月場所、三段目で7戦全勝の力士2人（騏ノ嵐、富士ヶ嶽）による優勝決定戦が行われるはずだったが、騏ノ嵐が負傷の悪化を懸念して休場したため、富士ヶ嶽が不戦勝により優勝となった。また不戦勝の例ではないが、1995年（平成7年）9月場所は、序二段で駒井・汐風・旭萌天の3人が7戦全勝で並び、人数通りなら巴戦になるところであったが、汐風が棄権したため優勝決定戦の出場者が1人減り駒井と旭萌天の2人決定戦となり、駒井が優勝した。決定戦が引分や痛み分けといった決着をつけることが不可能になるようなケースは2024年1月場所終了時点で発生していないが、実際にそのような事態になった時の取扱い等は不明である。
- トップの力士が千秋楽を休場して本割が不戦敗となり、最終的に複数の力士が同点となった場合、休場力士は優勝決定戦には出場できないため対戦相手が不戦勝で優勝となる。このような例は幕内では2024年7月場所終了時点で発生していない。
- 1948年（昭和23年）10月場所の1場所のみ、幕内から序ノ口までの各段の優勝（一位）力士の他、二位・三位力士に対する表彰が存在した。同場所は優勝が10勝1敗の西関脇増位山、二位が優勝決定戦敗者の西大関東富士、三位が9勝2敗の東大関佐賀ノ花となっていた。このとき、「本割」でも「優勝決定戦」でもない取組として、佐賀ノ花は西前頭8枚目高津山との「三位決定戦」を行って勝利していた。1949年（昭和24年）10月場所では、幕内以外で三位まで表彰されている。
- 1958年（昭和33年）5月場所、十両（11勝4敗）で7人（若秩父、富樫（のち柏戸）、北葉山、冨士錦、若三杉（のち大豪）、明歩谷（のち明武谷）、玉響）による優勝決定戦で若秩父が優勝したが、このうち富樫は横綱、北葉山は大関、冨士錦と若三杉は平幕優勝と、7人のうち幕内最高優勝経験者が4人、明歩谷は幕内優勝決定戦に2度出場、という豪華メンバーだった（更に玉響以外は全員三役昇進を果たしている）[注釈 6]。この決定戦は後々まで語り草になり、出場した7力士は黒澤明の映画にちなんで「七人の侍」と呼ばれた。

## 参考資料
- 優勝者番付上位の正当性（タマローのコラム2001）